# オセアニモナス属
オセアニモナス属（オセアニモナスぞく、Oceanimonas）はPseudomonadota門ガンマプロテオバクテリア綱エロモナス目アエロモナス科のグラム陰性、運動性、好気性の化学合成有機栄養性海洋桿菌である。

## 下位分類（種）
オセアニモナス属は以下の種を含む(2024年8月現在)。

### IJSEMに正式承認されている種
- Oceanimonas baumannii　オセアニモナス・バウマンニイ

corrig. Brown et al. 2001 (IJSEMリストに掲載 2001)
- Oceanimonas doudoroffii　オセアニモナス・ダウドロフィイ

corrig. (Baumann et al. 1972) Brown et al. 2001 (IJSEMリストに掲載 2001)
- Oceanimonas marisflavi　オセアニモナス・マリスフラビ

Lee et al. 2018 (IJSEMリストに掲載 2018)
- Oceanimonas smirnovii　オセアニモナス・スミルノビイ

Ivanova et al. 2005 (IJSEMリストに掲載 2005)

### IJSEMに未承認の種
- "Oceanimonas pelagia"

Yang et al. 2024